# Таль-Афар
Таль-Афар (араб. تلعفر) — місто в Іраці, в провінції Найнава. Розташоване приблизно за 50 км на захід від Мосулу, за 200 км на північний захід від Кіркуку та за 60 км від сирійської кордону, на висоті 405 м над рівнем моря. Населений переважно туркоманами. Точне населення міста невідоме, на 2007 рік воно оцінюється приблизно в 80 000 чоловік.
Таль-Афар ототожнюється з одним з міст, згаданих у Біблії (Теласар). У XIX столітті місто відвідав відомий археолог Остін Лейард. У 1920 році місто було однією з баз антибританського повстання.